# 雷德曼 (密蘇里州)
雷德曼（英語：Redman），又名埃特爾（Ettle），是位於美國密蘇里州梅肯縣的非建制地區。

## 歷史
雷德曼的郵局（名為埃特爾）於1882年設立，1890年更名，其後於1914年停運。

## 地理
雷德曼所處的海拔為高於海平面252米（即827英呎），而該地所採用的時區為UTC-6，即北美中部時區（CST）。同時該地設有夏令時間，為UTC-6調快一小時，即UTC-5（CDT）。